# L’Hermitage
L’Hermitage (bretonisch: Ar Peniti) ist eine französische Gemeinde mit 4683 Einwohnern (Stand: 1. Januar 2022) im Département Ille-et-Vilaine in der Region Bretagne; sie gehört zum Arrondissement Rennes und zum Kanton Le Rheu. Die Einwohner werden Hermitageois(es) genannt.

## Geographie
L’Hermitage liegt an den Flüssen Flume und Vaunoise. Umgeben wird L’Hermitage von den Nachbargemeinden Saint-Gilles im Norden und Pacé im Nordosten, Le Rheu im Süden und Südosten, Mordelles im Süden und Südwesten sowie La Chapelle-Thourault im Westen.
Der Bahnhof von L’Hermitage liegt an der Bahnstrecke Paris–Brest.

## Bevölkerungsentwicklung
| Jahr      | 1962 | 1968 | 1975 | 1982 | 1990 | 1999 | 2006 | 2017 |
| Einwohner | 916  | 1401 | 2261 | 3028 | 3248 | 3093 | 3736 | 4437 |

## Sehenswürdigkeiten
- Kirche Notre-Dame-de-la-Purification
- Calvaire aus dem 15. Jahrhundert
- Die sogenannte Commanderie

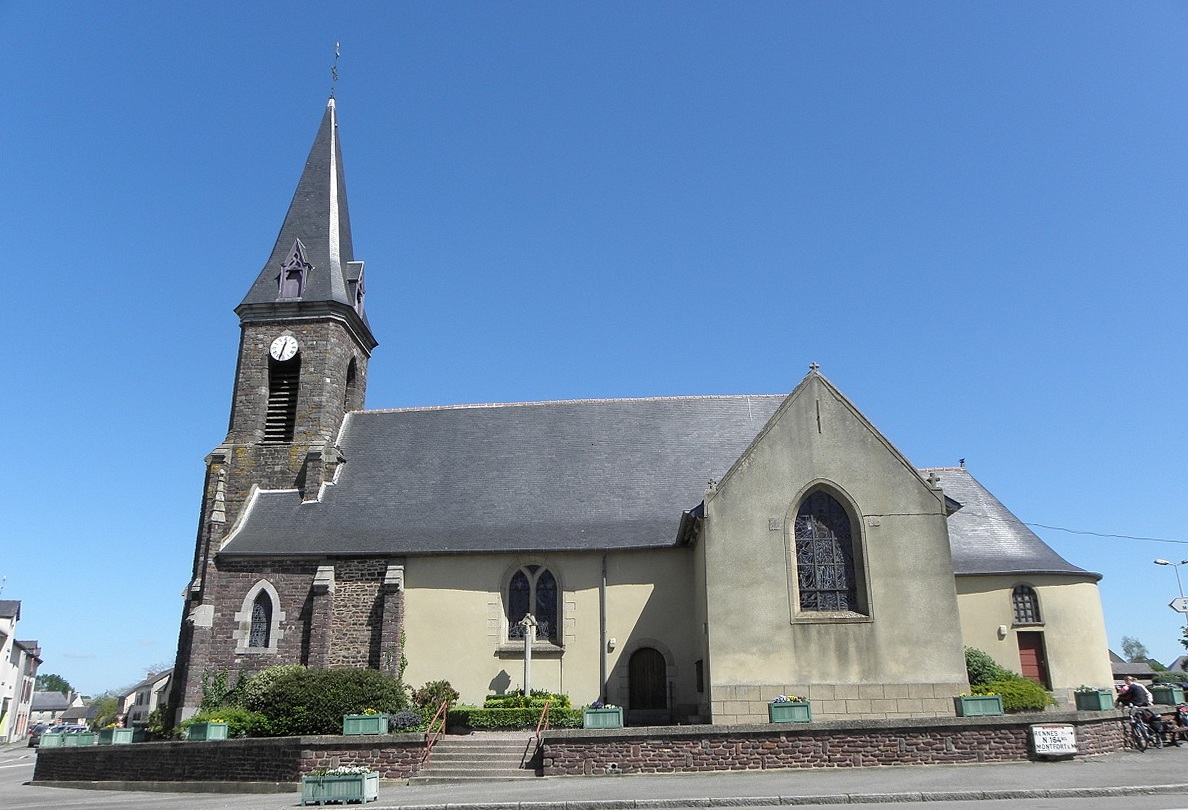
Notre-Dame-de-la-Purification
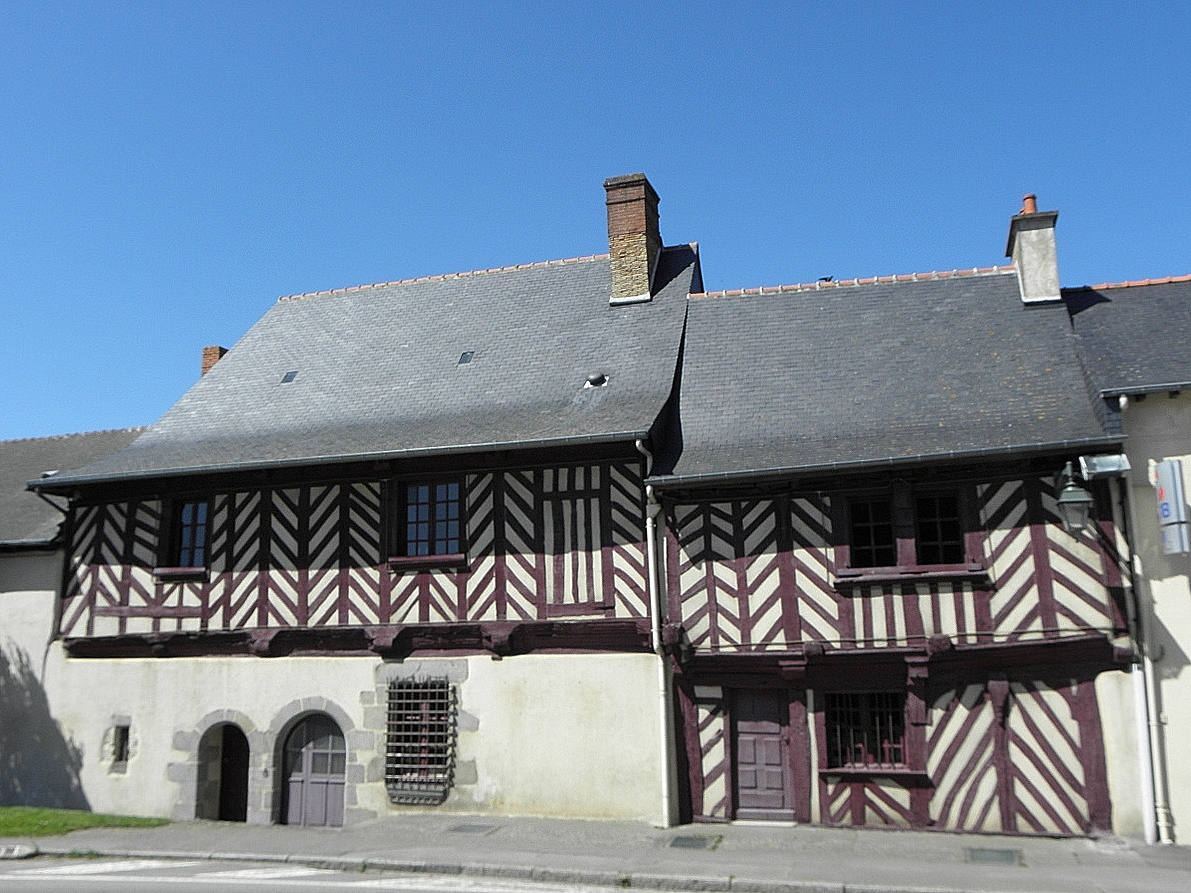
Commanderie

## Persönlichkeiten
- Patrick Bourdais (* 1954), Autorennfahrer